# 柳樹駅
柳樹駅 （ユスえき）は、大韓民国慶尚南道晋州市にかつて存在した韓国鉄道公社の駅である。

## 路線
- 韓国鉄道公社
  - 慶全線

## 駅構造
- 島式ホーム1面2線の地上駅。

## 歴史
- 1967年2月22日：開業[1]。
- 2016年7月14日：晋州駅 - 光陽駅間の複線新線への切り替えにより廃駅[2]。

## 隣の駅
慶全線
晋州駅 - 奈洞駅（1984年廃止） - 柳樹駅 - 浣紗駅